# Яблунька (станція)
Яблунька (до 2024 року — Яблонка) — проміжна станція Львівської дирекції Львівської залізниці, розміщена на електрифікованій лінії Самбір — Чоп між станціями Турка (6 км) та Соколики (9 км). Розташована в селі Нижня Яблунька Самбірського району Львівської області.

## Історія
Станція відкрита 24 серпня 1905 року в складі другої черги будівництва дільниці Самбір — Сянки.
У 1968 році станція електрифікована постійним струмом (=3 кВ) в складі дільниці Самбір — Чоп.

## Пасажирське сполучення
На станції зупиняються приміські електропоїзди сполученням Львів  — Сянки.